# Marseilles historiska museum

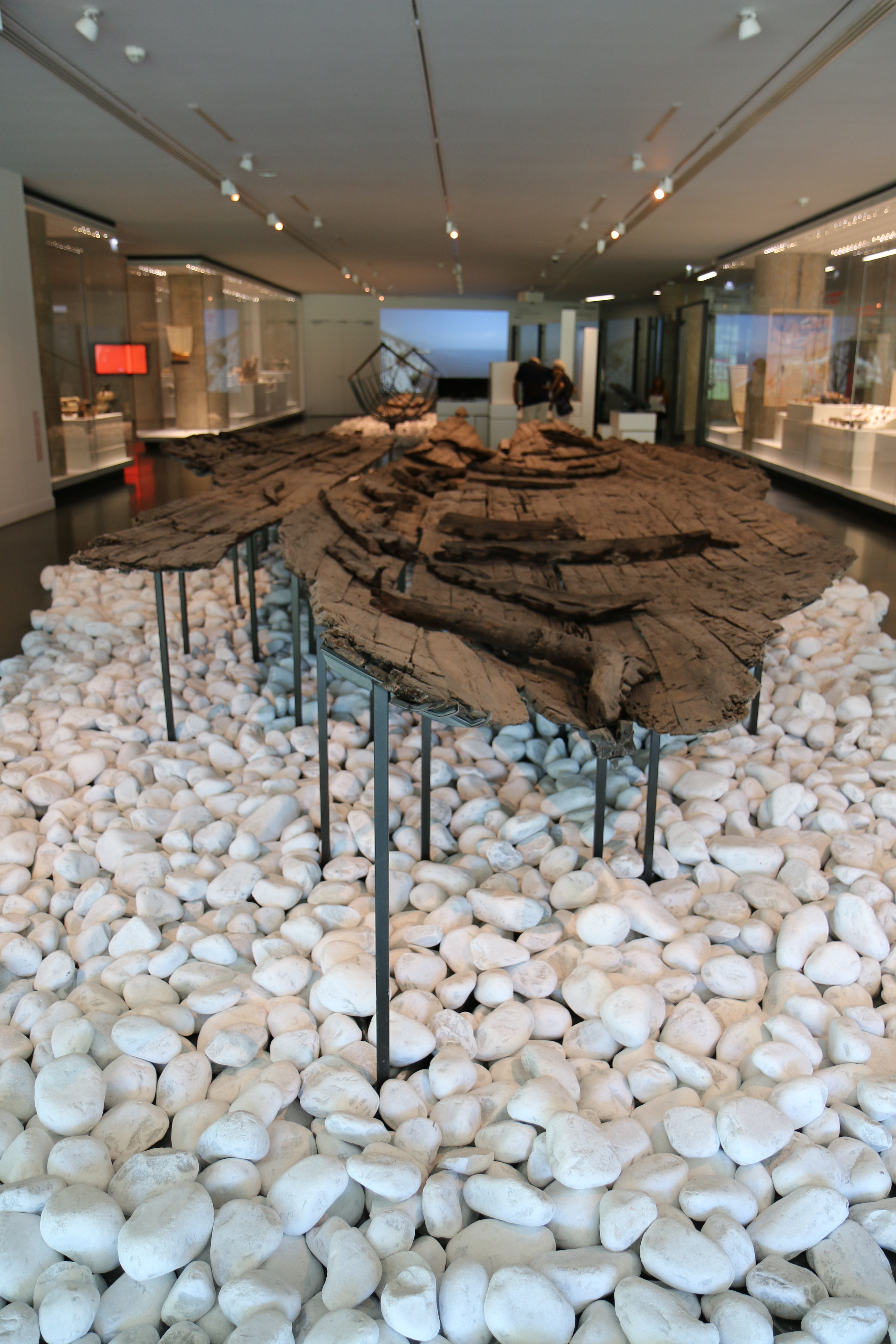
Grekiskt skeppsvrak från slutet av 500-talet f.Kr.

Marseilles historiska museum, franska: Musée d'histoire de Marseille, är ett lokalhistoriskt museum i Marseille som behandlar stadens historia från förhistoria till nutid. Museet grundades 1983 och är inrymt i centrumgallerian Centre Bourse.

## Museets historia
Marseille är Frankrikes äldsta stad, grundad omkring 600 f.Kr. vid stadens naturliga hamn av grekiska bosättare från Fokaia. Staden var redan under antiken en betydande handelsstad med en stor mängd arkeologiska lämningar. 
Vid byggnadsarbetena för Centre Bourse 1967 upptäcktes lämningar av Massilias antika hamn och byggnadsverk från antiken och medeltiden. Ruinerna kan idag beskådas i parken Jardin des Vestiges som är tillgänglig för museets besökare. 1983 öppnades ett museum som inkorporerade fynden från utgrävningarna och parken i en permanent utställning. Inför kulturhuvudstadsåret 2013 genomgick museet en större ombyggnad, då även en historisk promenad genom den gamla staden mellan det historiska museet och det nyöppnade MuCEM tillkom.